# 卡拉申齊
49°14′28″N 25°55′35″E / 49.24111°N 25.92639°E
卡拉申齊（烏克蘭語：Карашинці），是烏克蘭的村落，位於該國西部捷爾諾波爾州，由喬爾特基夫區負責管轄，處於斯塔夫河畔，距離霍羅斯特基夫1.5公里，始建於1568年，面積1.2平方公里，2001年人口511。